# Čile
Čile je država u Južnoj Americi, smještena na jugu kontinenta uzduž pacifičke obale. Zemlja je izdužena preko 4.270 km u smjeru sjever–jug, s najvećom širinom od 445 km te najmanjom od 90 km. Na sjeveru graniči s Peruom, na sjeveroistoku s Bolivijom te na istoku s Argentinom.
Čile jedna je od ekonomski i socijalno najstabilnijih i najprosperitetnijih zemalja Južne Amerike s visokim životnim standardom.

## Zemljopis
Pustinja Atacama na sjeveru zemlje sadrži velika mineralna bogatstva, poglavito bakar i nitrate.
Najveći dio stanovništva i poljoprivrednog zemljišta koncentrirani su u relativno maloj središnjoj dolini u kojoj se nalazi i glavni grad Santiago. Ova je regija i povijesno središte Čilea iz koje se zemlja širila prema sjeveru i jugu.
Južni Čile bogat je šumama i pašnjacima, a reljefom dominira niz vulkana i jezera. Južna je obala labirint fjordova, zaljeva, prolaza, te zavojitih poluotoka i otoka. Istočnu granicu zemlje čine Ande u kojima se nalazi najviši vrh Nevado Ojos del Salado (6.893 m).
Čileu pripada i Uskršnji otok, najistočniji otok Polinezije, te Robinson Crusoe u otočju Juana Fernándeza. Polaže pravo i na velik dio Antarktike.
Na području Čilea se nalazi 36 nacionalnih parkova koji zauzimaju površinu od 9,141.200 hektara. Najveći od njih od je nazvan po Bernardu O'Higginsu.

## Povijest
Prije oko 10.000 godina na područje današnjeg Čilea doselili su se predci Američkih Indijanaca. Kratko su vrijeme sjevernim Čileom gospodarili Inke, ali u znatnijem naseljavanju spriječio ih je otpor domorodaca i udaljenost od središta njihove države.
Godine 1520. Portugalac Fernando de Magallanes, oplovljavajući po prvi put Zemljinu kuglu, otkrio je južni prolaz koji se danas po njemu zove Magellanov prolaz. Sljedeći kontakt Europljana s Čileom zbio se kad je Španjolac Diego de Almagro sa skupinom konkvistadora došao iz Perua 1535. u potrazi za zlatom, ali se ubrzo vratio praznih ruku.
Prvo stalno europsko naselje, Santiago, osnovao je 1541. Pedro de Valdivia, jedan od časnika Francisca Pizarra. Umjesto željenih nalazišta zlata i srebra Španjolci su se okrenuli poljoprivredi u središnjoj dolini Čilea. Područje je postalo dijelom Potkraljevstva Peru. Kolonizatori su se ubrzo suočili s otporom domorodaca, najviše naroda Mapuche u čijoj je pobuni 1553. ubijen Valdivia i uništeno nekoliko većih naselja. Ukidanje ropstva u koloniji 1683. smanjilo je napetosti između dviju skupina.
Dolazak Napoleonovog brata Josepha na španjolsko prijestolje 1808. potakao je koloniju na pobunu. Dana 18. rujna 1808. stvoreno vijeće koje je trebalo predstavljati Ferdinanda, nasljednika svrgnutog kralja, proglasilo je Čile autonomnom republikom unutar španjolske monarhije. Uskoro su postali sve glasniji zahtjevi za punom neovisnošću. Pokušaji Španjolske da obnovi svoju vlast doveli su do oružanih borbi.
Povremeni sukobi trajali su do 1817., kada je vojska pod vodstvom Bernardo O'Higgins, najpoznatijeg čileanskog domoljuba, i José de San Martín, heroja argentinske borbe za neovisnost, prešla Ande i u Čileu pobijedila rojaliste. 
Dana 12. veljače 1818. Čile je proglašen neovisnom republikom s O'Higginsom kao predsjednikom. Političke promjene nisu bile popraćene društvenima, tako da je čileansko društvo 19. stoljeća očuvalo raslojenu kolonijalnu strukturu s velikim utjecajem moćnih obitelji i Katoličke crkve. Nakon političkih borbi oko uređenja države, postignut je kompromis prema kojem je stvoreno jako predsjedništvo, ali pod kontrolom velikih zemljoposjednika. Ropstvo je ukinuto 1823. godine.
Prema kraju 19. stoljeća središnja je vlast dovršila kolonizaciju čileanskog juga i pobijedila ostatke naroda. Godine 1881. ugovorom s Argentinom potvrđen je čileanski suverenitet nad Magellanovim prolazom. U Pacifičkom ratu vođenom od 1879. do 1883. protiv Perua i Bolivije, Čile se proširio za gotovo jednu trećinu dotadašnjeg teritorija na sjever i oduzeo Boliviji izlaz na more, dobivši vrijedna ležišta nitrata koja su zemlji donijela značajno bogatstvo.
Poslije kratkog Čileanskog građanskog rata 1891. došlo je do preraspodjele političke moći između predsjednika i kongresa (parlamenta) i Čile je postao parlamentarna demokracija. Od 1885. do 1895. uslijedilo je masovno useljavanje Hrvata u pokrajinu Magallanes. 80 % Hrvata koji su se uselili u Magallanes došao je od 1890. do 1930. godine. Razlozi su bili pyhlloxera, Vinska povelja i drugi.
U ratu je ojačala i pozicija čileanske financijske oligarhije, osobito bankarske kuće Edwards povezane sa stranim investitorima. Ipak, srednja i radnička klasa ojačale su do 1920-ih dovoljno da bi mogle izabrati reformski orijentiranog predsjednika, Artura Alessandija Palmu, čiji je program djelomično blokirao konzervativni kongres. Palmine reformske težnje bile su pomiješane s divljenjem prema nekim elementima Mussolinijeve korporativne države. U dvadesetima su se pojavile i prve marksističke grupe sa značajnom podrškom.
Vojnim udarom generala Luis Altamirano 1924. započelo je razdoblje političke nestabilnosti koje je potrajalo do 1932. Najduže se na vlasti zadržao general Carlos Ibáñez koji je i prepustio 1931. vlast demokratski izabranom nasljedniku. Uslijedila je dvadesetogodišnja dominacija Radikalne stranke, bliske srednjoj klasi, tijekom koje je država povećala svoju ulogu u gospodarskom životu. 
Jačanje srednje klase dovelo je do političke aktivacije nižih slojeva stanovništva, pa je na izborima 1964. pobijedila Kršćansko-demokratska stranka Čilea, kojoj je na čelu bio Eduardo Frei Montalva, koja je obećala reforme u korist siromašnijih seljaka i provođenje agrarne reforme te nacionalizaciju najvećih rudnika bakra. Ipak, Frei se u ostvarivanju svojih obećanja susreo s otporom na oba kraja političkog spektra, tako da je u radikaliziranoj političkoj klimi na izborima 1970. za predsjednika izabran marksistički senator Salvador Allende, vođa koalicije "Narodno jedinstvo" koja je uključivala socijaliste, komuniste, radikale i socijaldemokrate te disidente Kršćansko-demokratske stranke.
Allendeov je program predviđao nastavak i jačanje procesa agrarne reforme i uvođenje društvenog vlasništva nad najvećim gospodarskim subjektima. Snažno su mu se usprotivili strani investitori i započeli s povlačenjem svojih uloga iz čileanskog gospodarstva, a zbog približavanja zemljama Istočnog bloka Allendeu su se suprotstavile i SAD koje su iskoristile svoj utjecaj u međunarodnim financijskim institucijama za otežavanje gospodarskog položaja Čilea. U prvoj godini mandata, Allendeove su mjere dovele do izvjesnog poboljšanja gospodarskog stanja, ali već 1972. gospodarstvo je počelo posrtati, a politička se situacija zaoštrila s čestim sukobima Allendeovih pristaša i protivnika.
Tijekom 1973. inflacija se otela kontroli i zaredali su štrajkovi u mnogim djelatnostima. Dana 11. rujna 1973. Allende je zbačen u vojnom udaru izvedenom uz podršku CIA-e. Umro je istog dana pod nerazjašnjenim okolnostima u predsjedničkoj palači, a vlast je preuzela vojna hunta pod vodstvom generala Augusto Pinochet. Prve godine vojne vladavine bile su obilježene brojnim kršenjima ljudskih prava i pogubljenjima političkih protivnika. Novi je ustav potvrđen na referendumu sumnjive demokratičnosti 1980. i prema njemu je Pinochet izabran za predsjednika uz osmogodišnji mandat. Krajem 1980-ih režim je postupno dopustio veću slobodu govora, javnog okupljanja i političke aktivnosti. Gospodarska je politika vojne vlade bila gotovo potpuno liberalna, nasuprot dotadašnjem uplitanju države u gospodarstvo, što je pogodovalo domaćim i stranim ulaganjima, premda industrija bakra i drugi veliki rudnici nisu vraćeni prijašnjim vlasnicima.
Na referendumu 5. listopada 1988. general Augusto Pinochet nije uspio dobiti drugi osmogodišnji mandat. Godinu dana kasnije za predsjednika je izabran kršćanski demokrat Patricio Aylwin na čelu široke koalicije 16 stranaka. Godine 1993. predsjednikom je postao Eduardo Frei Ruiz-Tagle, sin bivšeg predsjednika Frei Montalve, a 1999. u drugom je krugu pobijedio kandidat Socijalističke stranke Ricardo Lagos.

## Vanjska politika
Bio je članicom Andske grupe zemalja do 1977.

## Stanovništvo
Čile je mješavina različitih etničkih grupa, pretežno potomaka europskih doseljenika. Čine oko 52,7% i 90% populacije. Valovi doseljenika iz europskih zemalja stigli su u Čile krajem 19. i početkom 20. stoljeća: Nijemci, Francuzi, Britanci, Irci, Poljaci, Talijani, Španjolci, Rusi, Hrvati, i drugi, kao i manji broj doseljenika s Bliskog istoka. U Čile se u drugoj polovini 19. stoljeća na krčevine dotad netaknutih šuma naselilo oko 4 000 njemačkih obitelji, koje su počele razvijati poljoprivredu, stočarstvo i industrijsku proizvodnju.
Hrvatska zajednica u Čileu broji oko 380.000 tisuća ljudi (oko 2,4% stanovništva) i osobito je brojna na sjeveru (Antofagasta), u području oko glavnog grada Santiaga te na jugu zemlje (Ognjena zemlja, Porvenir, Punta Arenas).
Izvorno indijansko stanovništvo sačinjava oko 3,2% ukupnog stanovništva. 214 556 čileanskih državljana govori nekim od indijanskih jezika kao materinskim, a najrasprostranjeniji je mapuche (200 000).
Među religijama prevladava katoličanstvo, koje država podupire iako nije službena religija. Osim katolika, postoji i veći broj pripadnika židovske religije te protestanata.
Katolika je 66,7%, a protestanata 16,4%, bez religije 11,5%. Velika većina protestanata u Čileu su pentekostalci.

## Upravno-teritorijalna podjela
Čile je teritorijalno podjeljen na 15 regija, 54 provincija i 346 zajednica. Svaka regija označena je rimskom brojkom koje su izvorno dodjeljivane od sjevera prema jugu, uz iznimku Metropolitanske regije Santiaga. 2006. uvedene su dvije nove regije, koje su uspostavljene 2007. godine. Na čelu regija je indendant, kojeg imenuje predsjednik Čilea.
| Broj | Regija                                    | Glavni grad  | Površina      | Stanovništvo (2) |  |
| ---- | ----------------------------------------- | ------------ | ------------- | ---------------- |  |
| XV   | Arica i Parinacota                        | Arica        | 16.873,3 km²  | 189.692          |  |
| I    | Tarapacá                                  | Iquique      | 42.225,8 km²  | 286.105          |  |
| II   | Antofagasta                               | Antofagasta  | 126.049,1 km² | 547.933          |  |
| III  | Atacama                                   | Copiapó      | 75.176,2 km²  | 272.402          |  |
| IV   | Coquimbo                                  | La Serena    | 40.579,9 km²  | 677.300          |  |
| V    | Valparaíso                                | Valparaíso   | 16.396,1 km²  | 1.682.005        |  |
| RM   | Metropolitana de Santiago                 | Santiago     | 15.403,2 km²  | 6.607.805        |  |
| VI   | Libertador General Bernardo O'Higgins     | Rancagua     | 16.387,0 km²  | 849.120          |  |
| VII  | Maule                                     | Talca        | 30.269,1 km²  | 975.244          |  |
| VIII | Biobío                                    | Concepción   | 37.068,7 km²  | 1.982.649        |  |
| IX   | La Araucanía                              | Temuco       | 31.842,3 km²  | 937.259          |  |
| XIV  | Los Ríos                                  | Valdivia     | 18.429,5 km²  | 373.712          |  |
| X    | Los Lagos                                 | Puerto Montt | 48.583,6 km²  | 794.529          |  |
| XI   | Aisén del General Carlos Ibáñez del Campo | Coyhaique    | 108.494,4 km² | 100.417          |  |
| XII  | Magallanes y de la Antártica Chilena (1)  | Punta Arenas | 132.033,5 km² | 156.502          |  |

(1) Uključivši i Čileanski Antarktički teritorij površina iznosi 1.382.291,1 km²
(2) Procjena od 30. lipnja 2006. - INE Compendio Estadístico Año 2006

## Gospodarstvo
Čile spada u srednje razvijene zemlje. Nakon kratke gospodarske krize krajem 1990-ih gospodarstvo ponovno bilježi visoke stope rasta. Najvažniji izvozni proizvodi su bakar, voće, riba, vino, papir i dr. BDP je za 2004. procijenjen na 10.400 USD po stanovniku, mjereno po PPP-u. Sredinom 1950-ih bilo je u Čileu 800 pilana i oko 100 000 šumara.

## Kultura
Čileanski odraz realizma u književnosti su pokreti kostumbrizam i kreolizam.
Čileanci zovu svoju državu país de poetas - zemlja pjesnika. Gabriela Mistral je bila prva Latinoamerikanka koja je dobila Nobelovu nagradu za književnost (1945.). Međutim, najpoznatiji čileanski pjesnik je Pablo Neruda, koji je također dobio Nobelovu nagradu za književnost (1971.) i pisao je pretežno ljubavnu poeziju, ali i o prirodi i politici. Njegove tri kuće u Čileu (u Isla Negri, Santiagu i Valparaísu) danas su popularna turistička odredišta.
Među ostalim čileanskim pjesnicima su Carlos Pezoa Véliz, Vicente Huidobro, Gonzalo Rojas i Nicanor Parra. Isabel Allende je spisateljica romana, s 51 milijun prodanih romana diljem svijeta. José Donoso je bio romanopisac, najpoznatiji po djelima El obsceno pájaro de la noche (Bestidna noćna ptica), Coronación i El lugar sin límites (Mjesto bez granica), po kojoj je snimljen istoimeni film. U svojim djelima bavio se raznim temama, uključujući seksualnost, podvojenost identiteta i psihologiju. Nakon njegove smrti, otkriće o njegovoj homoseksualnosti, u Čileu je potaknulo određene kontroverze. Drugi čileanski književnik je Roberto Bolaño, najpoznatiji po svojim romanima, ali također i pjesnik i pisac pripovjedaka. Kritičari su izvrsno prihvatili engleske prijevode njegovih djela. Luis Sepúlveda je pisac čiji roman Starac, koji je čitao ljubavne romane je preveden na 46 jezika. Antonio Skármeta je čileanski pisac, filmski scenarist i glumac hrvatskog podrijetla.
Čileanski su Hrvati dali nekoliko istaknutih čileanski književnika: kostumbrista Artura Givovicha, nadrealista Zlatka Brnčića, središnjeg osuvremenitelja čileanskog kazališta i drame Sergia Vodanovića, čovjeka od kazališta i televizije Dominga Mihovilovića, Antonija Skármetu i druge.

## Sport
Čileanski tradicionalni sport je rayuela, zvana još i tejo.

## Zanimljivost
Razorni zemljotres koji je 27. veljače 2010. godine pogodio Čile, vjerojatno je pomaknuo zemljinu os i time je skraćeno trajanje duljine dana (za 1.26 mikrosekunde (mikrosekunda je milijunti dio sekunde)), priopćila je američka svemirska agencija NASA.